# Corpulentapus
Corpulentapus és un icnogènere d'un rastre d'un teròpode del Cretaci Inferior descobert a Zucheng, Shandong a la República Popular de la Xina.